# Контроне
Контро̀не (на италиански: Controne) е село и община в Южна Италия, провинция Салерно, регион Кампания. Разположено е на 210 m надморска височина. Населението на общината е 873 души (към 2010 г.).